# Ogyges
Ogyges es un género de coleóptero de la familia Passalidae.

## Especies
Las especies de este género son:
- Ogyges adamsi Schuster & Reyes-Castillo, 1990
- Ogyges aluxi Schuster, Cano & Boucher, 2005
- Ogyges cakchiqueli Schuster & Reyes-Castillo, 1990
- Ogyges championi (Bates, 1886)
- Ogyges coxchicopi Schuster, Cano & Boucher, 2005
- Ogyges crassulus (Casey, 1897)
- Ogyges furcillatus Schuster & Reyes-Castillo, 1990
- Ogyges granulipennis (Zang, 1905)
- Ogyges hondurensis Schuster & Reyes-Castillo, 1990
- Ogyges kekchii Schuster & Reyes-Castillo, 1990
- Ogyges laevissimus (Kaup, 1868)
- Ogyges marilucasae Reyes-Castillo & Castillo, 1986
- Ogyges monzoni Schuster, Cano & Boucher, 2005
- Ogyges nahuali Schuster, Cano & Boucher, 2005
- Ogyges politus (Hincks, 1953)
- Ogyges quichensis Schuster & Reyes-Castillo, 1990
- Ogyges tzutuhili Schuster & Reyes-Castillo, 1990